# Droga do Marsylii
Droga do Marsylii (ang. Passage to Marseille) – film wojenny wytwórni Warner Bros. z 1944, na podstawie powieści Charlesa Nordhoffa i Jamesa Normana Halla.

## Opis
Akcja filmu ma miejsce w czasie II wojny światowej. Głównym bohaterem jest francuski dziennikarz, Jean Matrac (Humphrey Bogart), który zostaje fałszywie oskarżany o morderstwo z powodu swoich przekonań politycznych, a następnie osadzony w twierdzy położonej na Diabelskiej Wyspie. Niedługo jednak ucieka wraz z czterema innymi więźniami i wspólnie dostają się na płynący w stronę kontynentu francuski statek. Wszyscy uciekinierzy są patriotami oraz antyfaszystami i mają zamiar ponownie przyłączyć się do francuskiego ruchu oporu. Wcześniej muszą jednak zapobiec przejęciu statku przez zwolenników faszystów.

## Obsada
- Humphrey Bogart – Jean Matrac
- Claude Rains – Freycinet
- Michèle Morgan – Paula
- Philip Dorn – Renault
- Sydney Greenstreet – Duval
- Peter Lorre – Marius
- George Tobias – Petit
- Helmut Dantine – Garou
- Victor Francen – kapitan Patain Malo